# فرودگاه تک‌بانده ال گالیتو
فرودگاه تک‌بانده ال گالیتو (به انگلیسی: El Gallito Airstrip) یک فرودگاه خصوصی است که یک باند فرود خاک دارد و طول باند آن ۱۱۰۸ متر است. این فرودگاه در کشور مکزیک قرار دارد و در ارتفاع ۱۰ متری از سطح دریا واقع شده است.